# 恽宝惠
恽宝惠（1885年—1979年），字公孚、讷葊，江苏武进人。中华民国政治人物，中华人民共和国历史学家。

## 生平
恽宝惠出生于一个官宦家庭。由父母授文启蒙。后以恩荫入仕，历任清政府陆军部主事、郎中，实录馆汉样校官，承政司秘书、科长，镶黄旗汉军副都统、正红旗蒙古都统等职务。民国2年（1913年），随冯国璋到江苏省任禁卫军司令处秘书长。1917年12月5日，出任国务院秘书厅秘书长，任至1918年3月24日。1927年8月25日，恽宝惠任蒙藏院副总裁，任至1928年北京政府倒台。他还曾任故宫博物院总务处副处长等职。
1937年日军占领华北后，历任日本扶植的北京市政公所会办、督办，北京市财政局及华北行政委员会实业部秘书、合作局局长、参事等职。1945年辞任返回常州，主持纂修《恽氏家乘》，并且辑成《恽氏先世著述考略》附在《家乘》内。1954年，应全国政协文史资料研究委员会之邀，赴北京任专员，在北洋组撰写晚清文史资料，同时应中华书局之邀，校勘古籍史书以及《清史稿》（广州版）之断句、校勘工作。1962年，赴长春清史研究所讲学，主讲清史。文化大革命期间受到冲击。粉碎四人帮后，被中国人民大学清史研究所聘为特邀研究员。由于其父恽毓鼎一直在皇宫任职，其本人也在北京供职多年，故对清末皇宫及中华民国初期政权的内幕了解很多。

## 著作
- 《袁世凯之再起与吴禄贞之死》
- 《关于袁世凯的订正》
- 《谈袁克定》
- 《清慈禧太后篡窃政权之经过》
- 《清末贵族之明争暗斗》
- 《关于慈禧太后“垂帘听政”之因果》
- 《清末贵族之生活》
- 《晚清宫廷生活见闻》
- 《关于醇亲王府生活的订正》
- 《辛亥冯国璋接领禁卫军后的活动》
- 《筠心馆杂记》[1]

## 家庭
- 父：恽毓鼎